# Emanuel David Ginóbili
Emanuel David Ginóbili Maccari (Bahía Blanca, 28 de juliol de 1977) és un jugador de bàsquet argentí, que juga als San Antonio Spurs de l'NBA i forma part de la selecció argentina. Hom el considera un dels millors jugadors de bàsquet de l'Amèrica del Sud.

## Biografia
Des que va néixer, "Manu" va començar a viure el bàsquet gràcies a la passió i dedicació que hi tenia el seu pare Jorge i els seus germans Leandro i Sebastián.
Els seus primers passos basquetbolístics els va fer en el club Bahiense del Norte, on des de petit passava moltes hores entrenant; actualment (2007) el seu pare és el president del club.

## Carrera professional

### Lliga Argentina
Aquestes hores d'entrenament van donar fruits i el 1993 es va traslladar a La Rioja (Argentina) per jugar al club Andino. Allí va debutar en la Liga Nacional de Básquet, el 29 de setembre contra el CA Peñarol. Aquella temporada va ser nomenat millor debutant de la Lliga Nacional.
L'any següent, va tornar a Bahía Blanca per a jugar en el club Estudiantes. El 1997 va ser seleccionat MVP Juego de las Promesas Mar del Plata i aquella mateixa temporada va rebre el premi al progrés més gran de la LNB (Liga Nacional de Basquet).

### Lliga Italiana
El 1998 es va dirigir a Itàlia per jugar dues temporades en el Basket Viola Reggio Calabria. Durant aquest període, el 1999, va ser escollit en segona ronda del draft de l'NBA per San Antonio Spurs en el lloc núm. 57. Tot i això, va decidir seguir a Europa després de rebre una oferta per part de la Virtus Kinder Bologna per jugar dues temporades. Es va consagrar com un dels millors jugadors del vell continent, car durant aquests dos anys va guanyar amb el seu equip dos Coppa Italia (2001 i 2002, sent el MVP de la segona), una Lliga Italiana (2001, sent també el MVP) i una Eurolliga (2001), sent el MVP de les finals.

### NBA
El 2003 arriba als San Antonio Spurs i juga el seu primer partit el 29 d'octubre contra Los Angeles Lakers. Durant la seva temporada de Rookie va fer una mitjana de 7,6 punts, 2,3 rebots, 2 assistències i 1,4 robatoris de pilota ajudant al seu equip a ser campió, i aconseguint el seu primer anell en la seva primera temporada.
La temporada 2004-2005 de l'NBA semblava ser la seva, i ho va ser. El febrer de 2005 va ser escollit per a participar en l'All-Star Game de Denver, i més tard va portar als San Antonio Spurs a guanyar el tercer campionat en la història de la franquícia, sent el seu segon anell i a només un vot de compartir el MVP de les finals amb Tim Duncan.
Durant la 2005-2006 va fer una mitjana de 18,4 punts, però van ser eliminats en les semifinals de la conferència Oest pels Dallas Mavericks.
El 14 de juny del 2007 va aconseguir el seu tercer anell amb els Spurs, Després de guanyar als Cleveland Cavaliers en quatre partits consecutius. Temporada històrica pel bàsquet argentí, ja que va ser Campió juntament amb Fabricio Oberto.
El juliol de 2015 va anunciar que seguiria jugant als San Antonio Spurs una temporada més.

### Internacional
L'any 1998 va ser un punt d'inflexió en la seva carrera; va debutar amb la Selección Mayor de l'Argentina en el Mundial d'Atenes.
El 2002 va portar a la Selecció Argentina a obtenir la medalla de plata en el Campionat del Món de bàsquet 2002, formant part del cinquet ideal del campionat. Va jugar tots els partits del torneig com a titular a excepció de la final on va disposar de pocs minuts per un esquinç en el turmell que va patir a la semifinal en xafar a Dirk Nowitzki.
El 2004, als Jocs Olímpics, va fer una mitjana de 19,3 punts per partit i va liderar al seu equip per a guanyar la medalla d'or, sent el MVP del torneig. A més va sumar una mitjana de 4,0 rebots i 3,25 assistències. Va obtenir un 70,8% d'efectivitat en dobles i un 40,5% en triples.
Va formar part també de l'equip que es classificà en 4a posició en el Mundial del Japó de 2006. Va fer una mitjana de 15,1 punts en els 9 partits que va disputar com a titular (22,1 minuts de mitjana) sent inclòs en el cinquet ideal del campionat.

## Títols

### Títols d'equip
- 2001 Lliga Italiana (Kinder Bologna)
- 2001 Copa Italiana× (Kinder Bologna)
- 2001 Eurolliga (Kinder Bologna)
- 2001 Copa Amèrica (Argentina)
- 2002 Copa Italiana (Kinder Bologna)
- 2003 Campionat NBA (San Antonio Spurs)
- 2004 Medalla d'Or als Jocs Olímpics (Argentina)
- 2005 Campionat NBA (San Antonio Spurs)
- 2007 Campionat NBA (San Antonio Spurs)
- 2011 Copa Amèrica (Argentina)
- 2014 Campionat NBA (San Antonio Spurs)

### Títols personals
- 1999 All-Star de la lliga Italiana
- 2000 All-Star de la lliga Italiana
- 2000 Jugador que més ha millorat de la Lliga Italiana
- 2001 All-Star de la lliga Italiana
- 2001 Jugador més valuós de la Lliga Italiana
- 2001 Jugador més valuós de l'Eurolliga
- 2002 Jugador més valuós de la Copa Italiana
- 2002 Jugador més valuós de la Lliga Italiana
- 2002 Jugador del millor l'equip ideal del torneig, 2002 FIBA World Championship
- 2004 Jugador de l'equip ideal dels Jocs Olímpics
- 2004 Jugador més valuós dels Jocs Olímpics
- 2005 All-Star de l'NBA
- 2006 Jugador del millor l'equip ideal del torneig, 2006 FIBA World Championship